# Five Nights at Freddy's AR: Special Delivery
Five Nights at Freddy's AR: Special Delivery (vaak afgekort als FNaF AR of Special Delivery) is een first-person augmented reality survival horrorspel voor iOS en Android. Het is de derde officiële spin-off van de Five Nights at Freddy's-serie.

## Gameplay
Het doel is het bestrijden en eventueel vangen van zogeheten animatronics die de speler aanvallen. Doordat het spel augmented reality ondersteunt, heeft de speler de mogelijkheid om 360° om zich heen te kijken. De speler kan zijn zaklamp gebruiken voor beter zicht en kan met elektrische schokken de animatronics afschrikken. Van gevangen animatronics kunnen de onderdelen gebruikt worden.
Met het virtuele muntensysteem 'Fazcoins' kunnen de spelers skins, animatronic-onderdelen en andere in-game accessoires kopen. Via een vriendensysteem kunnen zij animatronics met elkaar uitwisselen.